# Catorze ciutats comptant-hi Brooklyn
Catorze ciutats comptant-hi Brooklyn és una obra que reuneix cròniques de l'escriptor Quim Monzó. Va ser publicada l'any 2004 a l'editorial Quaderns Crema.
El llibre consta de cinc parts. La primera, titulada "Vista a l'est", recull les cròniques que l'autor va escriure a finals de desembre del 1989 i principis de gener del 1990 al Diari de Barcelona, des de Praga i Bucarest, amb motiu de la caiguda dels règims comunistes a Txecoslovàquia i Romania. La segona, "D'aeroport en aeroport", aplega les cròniques que va escriure, el juliol del 1996 a El Periódico de Catalunya, durant un viatge que el va dur d'aeroport en aeroport (Londres, Roma, Praga, Copenhaguen, Malta, Frankfurt i Bodø) sense trepitjar cap de les ciutats respectives. La tercera, "Turista a Barcelona", inclou les cròniques que el juliol del 2001 va escriure a La Vanguardia sobre les activitats d'un turista a la ciutat de Barcelona: el bus turístic, el museu Picasso, la Sagrada Família, el Poble Espanyol de Montjuïc, els guies turístics de la Ciutat Vella, la Rambla i la plaça de toros Monumental. La quarta part, "Setembre a Nova York", recull les cròniques escrites des d'aquella ciutat americana el setembre del 2001, just després de l'atac terrorista al World Trade Center el dia 11 d'aquell mes. La cinquena, "Dues ciutats d'Israel", aplega les cròniques escrites a Jerusalem i Tel-Aviv l'abril del 2002, durant la segona intifada, la d'Al-Aqsa.